# Мало Крушево
Вижте пояснителната страница за други населени места с името Крушево.
Мало Крушево е село в Южна България. То се намира в община Хисаря, област Пловдив.

## География
Село Мало Крушево се намира на 336 метра надморска височина и в западната част на Горно-Тракийската низина, на юг от Средна гора, с полубалкански релеф на местността. Свързано е с шосейна мрежа за областния град Пловдив, който е на 40 км от селото. На същото разстояние е от град Панагюрище и от общинския град – Хисаря. През селото минава река Калаващица, която се влива в язовир Пясъчник и единственото селище, разположено по течението на реката, е Мало Крушево.
Язовир Пясъчник е на един километър източно от селото. Има още два язовира в близост на запад и на север от селото.
Има красива природа около себе си и извор с минерална вода, която е с високо съдържание на сяра.

## История
През селото минава стар римски път, а околностите са осеяни с могили.
През годините местните хора са намирали монети, глинени фигурки и съдове, свидетелстващи за това, че селото е било обитавано далече в миналото.
Село Мало Крушево, община Хисаря, е сравнително младо селище, с около 120-годишна история. Основано е след Освобождението. Първият заселник, Димитър Курдов, който идва от района на Беломорска Тракия (гр. Чорлу) през 1881 година, поставя началото на бъдещото село. След него се заселват Христо Димовият, Господиновият, Авджийският, Яневият, Гильовият род – също от района на Беломорието. По-късно идват заселници от селата Беловица, Овчеполци, Мухово, Хисар Кюселере (кв. „Момина баня“ на гр. Хисаря) и други населени места. Първият кмет на селото, Стефан Кауков, родом от Беломорска Тракия, кметувал от 1906 до 1909 година.
Най-големия подем на селото е през 60-70 години, когато жителите му наброяват 650-700 души и има седемкласно училище, в което учат около 120 деца. През този период се обновява частният жилищен фонд.

## Редовни събития
На Спасов ден се провежда събор.
Всяка година след розобера се празнува Празник на розата.

## Други
Основният поминък на жителите е земеделието, животновъдството и пчеларството.
Има трайни насаждения на маслодайна роза, стари винени сортове лозя, овощни градини. Селото разполага с 2 магазина – един в центъра и един в близост до сградата на кметството.